# 山賊のギャロップ
『山賊のギャロップ』（さんぞくのギャロップ、ドイツ語: Banditen-Galopp）作品378は、ヨハン・シュトラウス2世が作曲したギャロップ。

## 解説
1877年に作曲されたギャロップで、本来はオペレッタ『メトゥザレム王子』の中の曲である。『メトゥザレム王子』の初演が失敗したため、シュトラウス2世は劇中の旋律（第2幕の第1場）を用いて編曲し、この作品を独立させた。初演は同年に行われている。